# Sorbus mougeotii
Pour les articles homonymes, voir Alisier et Mougeot.
Alisier de Mougeot, Sorbier de Mougeot
Espèce
Statut de conservation UICN

 LC  : Préoccupation mineure
L'Alisier de Mougeot ou Sorbier de Mougeot (Sorbus mougeotii) est une espèce de plantes à fleurs de la famille des Rosacées.

## Description
C'est un arbre de 12 à 20 mètres de hauteur.